# Municipio de Colts Neck
El municipio de Colts Neck (en inglés: Colts Neck Township) es un municipio ubicado en el condado de Monmouth en el estado estadounidense de Nueva Jersey. En el año 2010 tenía una población de 10,142 habitantes y una densidad poblacional de 122 personas por km².

## Geografía
El municipio de Colts Neck se encuentra ubicado en las coordenadas 40°18′1″N 74°10′59″O / 40.30028, -74.18306.

## Demografía
Según la Oficina del Censo en 2000 los ingresos medios por hogar en el municipio eran de $109,190 y los ingresos medios por familia eran $232,520. La renta per cápita para la localidad era de $46,795.